# Nowy Targ
Nowy Targ (/ˈnɔ.vɨ ˈtark/) est une ville de Pologne située au sud du pays, dans la voïvodie de Petite-Pologne.

## Histoire
Depuis le premier partage de la Pologne en 1772 jusqu'en 1918, la ville (au nom de Neumarkt in Galizien, puis Nowytarg après 1867) fait partie de la monarchie autrichienne (empire d'Autriche), puis Autriche-Hongrie (Cisleithanie après le compromis de 1867), chef-lieu du district de même nom, l'un des 78 Bezirkshauptmannschaften en province (Kronland) de Galicie.

## Jumelages
Ville jumelée à Évry-Courcouronnes (France).

## Personnalité liée
- Józef Wesołowski, (†2015), diplomate et prélat polonais, réduit à l'état de laïc à cause de pédophilie
- Jadwiga Apostoł, résistante polonaise au nazisme.
- Leopold Trepper, créateur du réseau d'espionnage dit l'Orchestre rouge